# Furuyama Moromasa

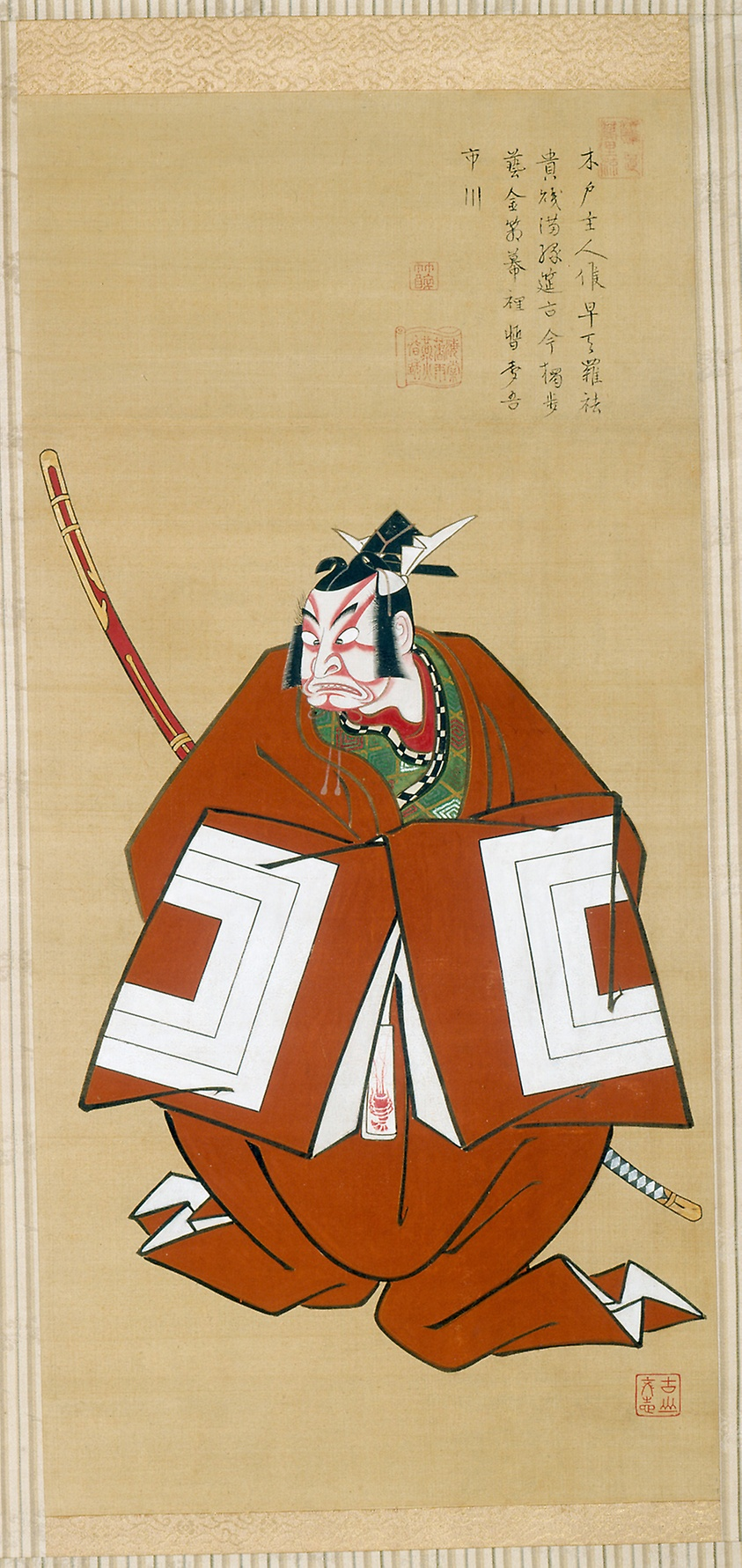
Ichikawa Danjurō II. als Kamakura no Gongorō

Furuyama Moromasa (japanisch 古山 師政; aktiv frühes 18. Jahrhundert, geboren in Edo) war ein japanischer Ukiyoe-Künstler der mittleren Edo-Zeit.

## Leben und Wirken
Furuyama Moromasa war der Sohn von Furuyama Moroshige (古山 師重; Lebensdaten unbekannt) und war allgemein als „Shinkurō“ (新九郎) bekannt. Er führte die Künstlernamen Tsukizukidō (月々堂) und Bunshi (文志 bzw. 文翅). Im Ukiyoe Shiden (浮世絵師伝, „Überlieferungen zu den Ukiyo-e-Meistern“) von Inoue Kazuo (井上 和雄; 1889–1946) heißt es, dass es ein „Bild der schönen Yanagishita, die die kühle Luft genießt“ gebe, das vermutlich während der Hōei-Ära (1704–1704) entstanden ist. Bekannt ist, dass Moromasa sich auf die Darstellung „Schöner Frauen“ (美人画, Bijin-ga) spezialisiert hatte. Von Moromasa sind fünf Drucke (drei Pfostendrucke, zwei Ukie) und über ein Dutzend handgezeichnete Zeichnungen sicher bekannt.
Motomasas Name taucht 1734 im Honchō Seji Danki (本朝世事談綺, etwa „Weltgeschehen unter dem Kaiserhof“) des Schriftstellers Kikuoka Senryō (菊岡 沾涼; 1680–1747) auf. Es scheint also, dass er spätestens während der Kyōhō-Ära (1716–1736) mit dem Zeichnen begann und dass er sich zunächst Hishikawa Masanori (菱川 昌則) nannte. Was heute als sein Werk bestätigt ist, stammt aus der Genbun- und Enkyō-Ära, also aus den Jahren 1736–1748. Obwohl sein Stil in der Linie von Hishikawa Moronobu steht, weicht er dann doch ab und basiert auf dem Bilderstil des Edo seiner Zeit, der westliche Perspektive einschließt.